# Francoski molič
Francoski molič (znanstveno ime Trisopterus luscus) je riba iz družine trsk, ki je razširjena ob Evropskih obalah na globinah med 30 in 100 metri. Zraste do 46 cm, povprečno pa okoli 30 cm. Najstarejši zabeleženi primerek je bil star 4 leta. Vrsta spolno dozori pri dolžini med 21 in 25 cm.